# Colostethus dysprosium
Colostethus dysprosium es una especie de anfibio anuro de la familia Dendrobatidae.

## Distribución geográfica
Esta especie es endémica del departamento de Antioquia en Colombia. Habita en Urrao entre los 1300 y 1400 m sobre el nivel del mar en el lado occidental de la Cordillera Occidental.

## Descripción
El holotipo masculino mide 23,2 mm.

## Publicación original
- Rivero & Serna, 2000 "1995" : New species of Colostethus (Amphibia, Dendrobatidae) of the Department of Antioquia, Colombia, with the description of the tadpole of Colostethus fraterdanieli. Revista de Ecología Latino Americana, vol. 2, n.º 1/3, p. 45-58[5]